# David Ali Rashed

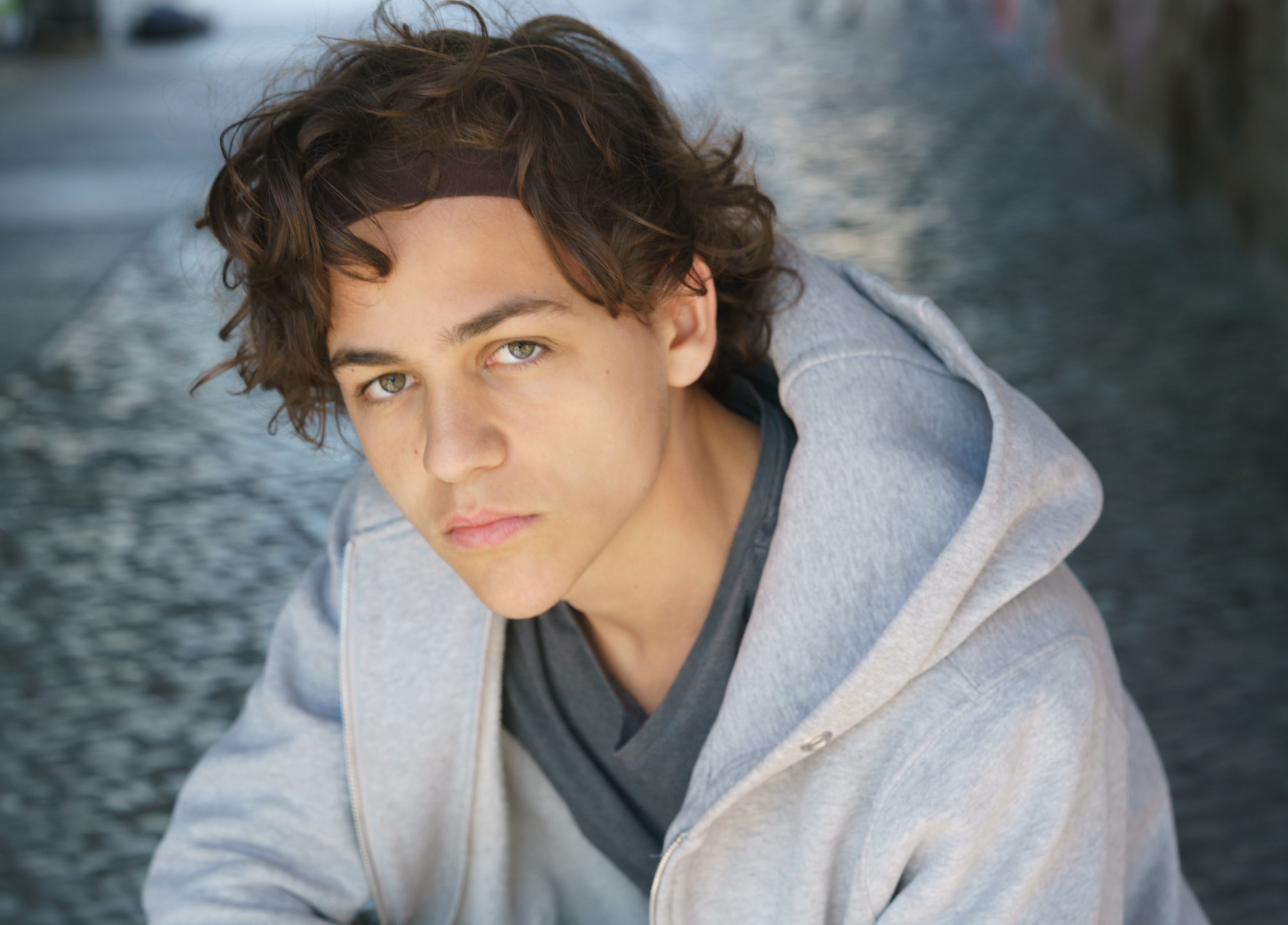
David Rashed (2020)

David Ali Maria Rashed (* 9. Oktober 2002 in Berlin) ist ein deutscher Filmschauspieler.

## Karriere
Rashed ist der mittlere Sohn der Schauspieler Andreas Nickl und Astrid Rashed. Er wuchs mit zwei Brüdern in Berlin-Mitte auf. 2016, im Alter von 14 Jahren, spielte er seine erste Rolle im Film Tigermilch.
Im September 2019 begannen die Dreharbeiten zur Netflix-Serie Tribes of Europa, in der Rashed neben Henriette Confurius und Emilio Sakraya in einer Hauptrolle zu sehen ist. Als Starttermin ursprünglich war das darauffolgende Jahr 2020 geplant. Aufgrund der COVID-19-Pandemie verschob sich der Start auf Februar 2021. Eine Hauptrolle erhielt Rashed in der Filmkomödie Zweigstelle von Julius Grimm, die im Oktober 2025 in die deutschen Kinos kommen soll.

## Filmografie (Auswahl)
- 2016: Tigermilch[5]
- 2016: Tatort: Amour Fou
- 2017: Acht, Sky
- 2019: Das perfekte Geheimnis
- 2019: Totgeschwiegen[6]
- 2020: Schneller als die Angst
- 2021: Tina mobil (Fernsehserie)
- 2021: Tribes of Europa[7]

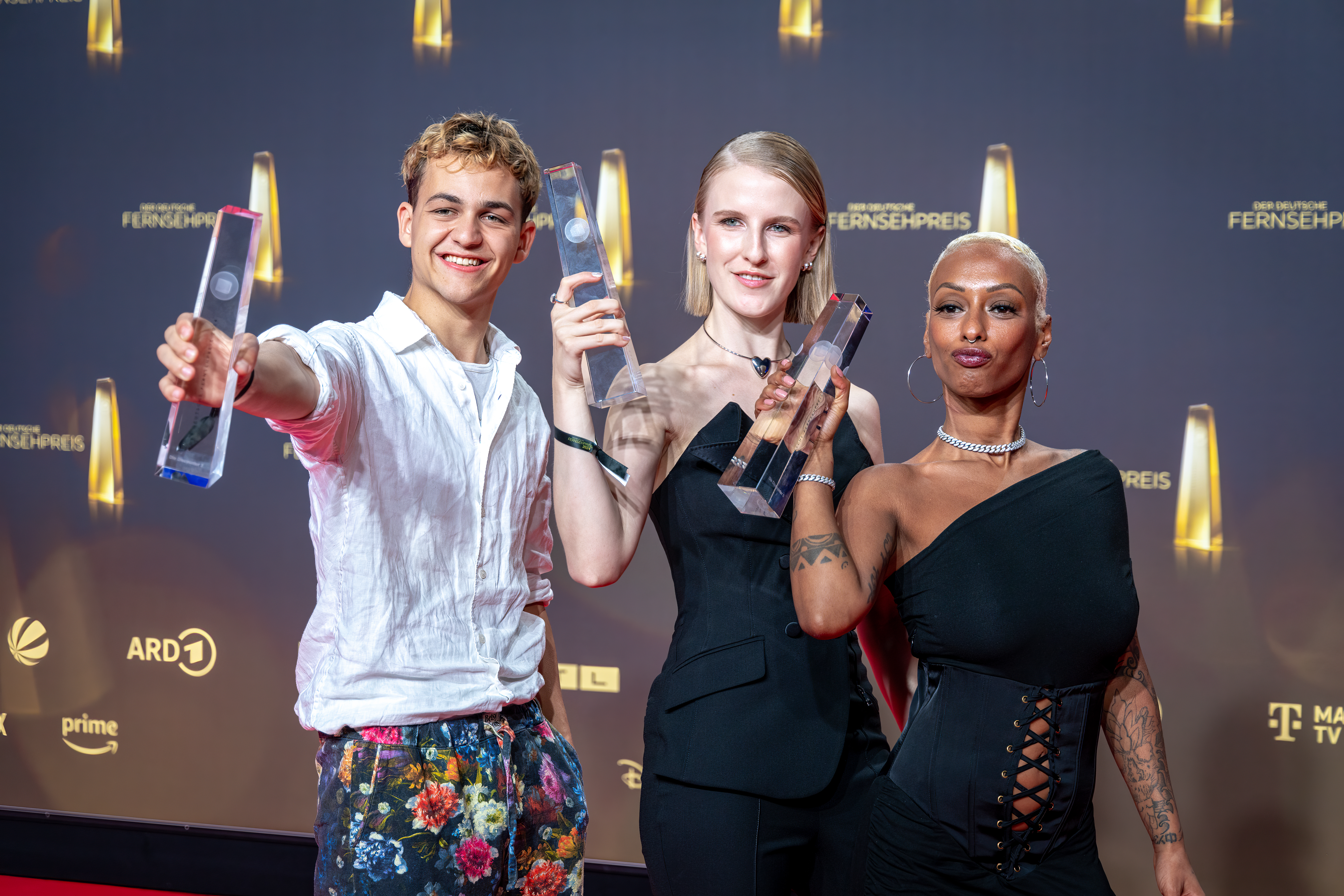
David Ali Rashed, Klara Lange und Nura Habib Omer (Deutscher Fernsehpreis 2024)

- seit 2021: Die Discounter (Fernsehserie)
- 2021: Schneller als die Angst (TV-Thriller-Serie, ARD) – Regie: Florian Baxmeyer
- 2022: Kroymann (Satiresendung, Schöne Bescherung)
- 2023: jerks. (Fernsehserie, 1 Folge)
- 2023: Ein Fest fürs Leben
- 2024: KEKs
- 2025: Tschappel (Fernsehserie)
- 2025: Zweigstelle